# Ług (Bojanów)
Ług – część wsi Bojanów w Polsce, położona w województwie łódzkim, w powiecie wieluńskim, w gminie Skomlin. Wchodzi w skład sołectwa Toplin.
W latach 1975–1998 Ług administracyjnie należał do województwa sieradzkiego.